# Panthers Praha
Panthers Praha je florbalový klub s členskou základnou na Praze 13 a domácí halou v Praze–Radlicích.
Ženský tým hraje od sezóny 2023/2024 1. ligu žen, tedy druhou nejvyšší soutěž. V sedmi sezónách 2016/2017 až 2022/2023 hrál Extraligu žen. Největším úspěchem týmu je účast ve čtvrtfinále Extraligy v sezónách 2017/2018 až 2021/2022, z toho v sezóně 2020/2021 dosáhly nejvyššího bodového zisku i umístění v  tabulce. V roce 2021 se probojovali do čtvrtfinále Poháru.
Mužský tým hraje od sezóny 2016/2017 Národní ligu, tedy třetí nejvyšší soutěž.

## Historie
Klub v roce 1993 založil Miroslav Hladík jako kroužek při ZŠ Chelčického, první přípravné zápasy absolvoval v sezóně 1996/1997. V následující sezóně se klub přihlásil do 4. ligy mužů – věkový průměr byl tehdy 16 let. V dalších letech se klub postupně zvětšoval, došlo mj. ke sloučení s ŠSK Luka a přesunu na Prahu 13.
Významným milníkem byl rok 2006, kdy se klub sloučil s týmem FBC Thunder Balls a založil ženskou složku. Klub se od té doby rozvíjí a zvětšuje. V roce 2008 se s týmem sloučil ženský tým Lhokamo Praha a v roce 2016 i mužský.
Mužská struktura mládeže je plně rozvinuta od sezóny 2007/2008, ženská od sezóny 2015/2016.

## Název a symbolika
FbK Panthers Praha (1993–2006), FbC Panthers (2006–2016), od roku 2016 Panthers Praha.
Znak klubu původně vycházel z předlohy Florida Panthers, který byl založen ve stejném roce a postupně prošel vývojem k úplné samostatné současné formě (2009).
Klubové barvy: černá a bílá, doplňková červená a žlutá.

## Ženy

### Sezóny
| Sezóna    | Úroveň | Soutěž    | Umístění | Poznámka |
| --------- | ------ | --------- | -------- | --- |
| 2014/2015 | 2      | 1. liga   |          | Vítězství ve finále play-off proti RECUTECH TJ Sokol Jaroměř – Prohra v baráži proti TJ Sokol Královské Vinohrady                                                |
| 2015/2016 | 2      | 1. liga   | 1.       | Vítězství ve finále play-off proti IBK Hradec Králové – Postup do vyšší ligy                                                                                     |
| 2016/2017 | 1      | Extraliga | 11.      | Výhra v baráži proti itelligence Bulldogs Brno |
| 2017/2018 | 1      | Extraliga | 6.       | Vypadnutí ve čtvrtfinále play-off proti Ivanti Tigers FK Jižní Město                                                                                             |
| 2018/2019 | 1      | Extraliga | 6.       | Vypadnutí ve čtvrtfinále play-off proti FAT PIPE Florbal Chodov                                                                                                  |
| 2019/2020 | 1      | Extraliga | 8.       | Sezóna ukončena po dvou prohraných zápasech ve čtvrtfinále play-off proti FBC ČPP Ostrava                                                                        |
| 2020/2021 | 1      | Extraliga | 5.       | Vypadnutí ve čtvrtfinále play-off proti FBC ČPP Ostrava |
| 2021/2022 | 1      | Extraliga | 8.       | Vypadnutí ve čtvrtfinále play-off proti FAT PIPE Florbal Chodov                                                                                                  |
| 2022/2023 | 1      | Extraliga | 11.      | Prohra v baráži proti FBC Intevo Třinec – Sestup do nižší ligy – Tým nevyužil možnost v soutěži zůstat jako náhrada za odhlášené týmy FBK Jičín a Tigers Start98 |
| 2023/2024 | 2      | 1. liga   |          | Vypadnutí v osmifinále play-off proti FAT PIPE Tigers Start98 |
| 2024/2025 | 2      | 1. liga   |          | Vypadnutí v osmifinále play-off proti Prague Tigers Nehvizdy |

## Muži

### Sezóny
| Sezóna    | Úroveň | Soutěž       | Umístění | Poznámka                                                                                      |
| --------- | ------ | ------------ | -------- | --------------------------------------------------------------------------------------------- |
| 2015/2016 | 4      | Divize       |          | Postup do vyšší ligy                                                                          |
| 2016/2017 | 3      | Národní liga |          | Vypadnutí v semifinále play-off proti TJ Sokol Mukařov                                        |
| 2017/2018 | 3      | Národní liga |          | Vypadnutí ve čtvrtfinále play-off proti TJ Sokol Mukařov                                      |
| 2018/2019 | 3      | Národní liga |          | Vypadnutí ve čtvrtfinále play-off proti ASK Orka Čelákovice                                   |
| 2019/2020 | 3      | Národní liga |          | Sezóna ukončena po dvou vyhraných zápasech ve čtvrtfinále play-off proti Wizards DDM Praha 10 |
| 2020/2021 | 3      | Národní liga |          | Sezóna ukončena po neúplných pěti odehraných kolech základní části                            |
| 2021/2022 | 3      | Národní liga |          | Vypadnutí v semifinále play-off proti FbC Plzeň                                               |
| 2022/2023 | 3      | Národní liga |          | Vypadnutí ve čtvrtfinále play-off proti FAT PIPE Traverza                                     |
| 2023/2024 | 3      | Národní liga |          | Vypadnutí v semifinále play-off proti Florbal Primátor Náchod                                 |
| 2024/2025 | 3      | Národní liga |          | Vypadnutí v semifinále play-off proti FAT PIPE Start98                                        |

## Outsourcing
Mimo svoji strukturu klub organizačně zabezpečuje chod dalších subjektů:[zdroj?]
- Cirkus Praha – oddíl s jedním družstvem žen v regionální soutěži, samostatný oddíl od roku 2009
- Sokol Rudná – oddíl, který v ženské mládeži tvoří jednu větev pod hlavičkou klubu
- Lhokamo Praha – autonomní družstvo mužů pod hlavičkou Panthers, bývalý oddíl od roku 2016

Kromě tréninků v domácí hale klub zajišťuje také florbalové kroužky na Praze 13 při ZŠ Mládí, ZŠ Kuncova, ZŠ Klausova a dalších základních školách v lokalitě.